# 蔡式淵
蔡式淵（1949年1月29日—），嘉義縣朴子市人，中華民國（台灣）政治人物，臺灣大學畢業、美利堅大學心理學博士，曾代表民主進步黨在台北市選區當選為第一屆增額國大代表，及嘉義縣第二、三屆立法委員，任內揭發鄭太吉案。後擔任新竹市政府教育局局長、考試院考試委員等。

## 簡介
1994年擔任立法委員時，針對屏東縣議會議長鄭太吉涉嫌殺人案提出質詢，並向黑道宣戰，得到不少喝采。有一天，蔡式淵在嘉義縣新港鄉一家餐廳吃飯，逐桌向客人敬酒時，有一桌全是年輕人，一看到他就說「你是我們的偶像」、「氣魄好」，還有人問他有沒有穿防彈衣；也有立委表示要當他的「治喪委員」。《天下雜誌》在隔年3月刊出長達6頁〈人物特寫：蔡式淵單槍挑戰黑道〉指出：「案發後，檢警單位懾於鄭太吉的影響力，並沒有採取積極的偵辦行動…沒有人敢挺身而出…案發三天後，蔡式淵在對行政院的緊急質詢中首先指名道姓、直指鄭太吉涉嫌此案。在輿論大譁下，檢警單位才開始積極偵辦行動，並使台灣政壇黑道問題嚴重的事實再度浮上檯面。」
1998年底立法委員選舉競選連任，但未當選。
他與林正、張富忠、蔡仁堅、楊祖珺於民進黨內屬於「前進系」（黨外運動雜誌《前進周刊》出身者），並於2000年1月接受時任新竹市長蔡仁堅的邀請擔任新竹市政府教育局局長。
2002年，時任總統陳水扁提名他為考試院第10屆考試委員，經立法院投票通過後，自9月1日起上任，任期6年，到2008年9月1日。2008年6月，總統馬英九提名他連任第11屆考試委員，在7月11日獲得立法院同意，在2008年9月1日展開第二個任期。於2014年9月1日卸任。
他擔任考試委員後，依照民進黨黨章，黨員擔任大法官、監察委員和考試委員等必須「獨立行使職權」的公職人員都要「註銷黨籍」（卸任才能聲請回復黨籍，而且不一定通過），所以他和任期到2008年9月1日的第10屆院長姚嘉文都不是黨員。
2008年6月17日，他到美國在台協會填I407表格申請放棄綠卡（美國永久居留權）。。
他著有《完全黑金檔案》等書，譯作有《心理治療案例選粹》（合譯）等，另與楊祖珺合譯《綠色的抗議：西德綠黨及全世界的綠色運動》。

## 外部連結
- 蔡式淵部落格 （页面存档备份，存于）